# Gerhard Hauschild
Gerhard Hauschild (* 6. Oktober 1925 in Guttstadt, Ostpreußen) ist ein ehemaliger deutscher Gewerkschafter und Wirtschaftsfunktionär. Er war Vorsitzender des Zentralvorstandes der Industriegewerkschaft Energie sowie der Industriegewerkschaft Energie-Post-Transport im FDGB.

## Leben
Hauschild, Sohn eines Schneiders, besuchte acht Jahre die Volksschule und ein Jahr die Oberschule. Er kam 1940 zunächst zum Reichsarbeitsdienst. Von 1940 bis 1943 absolvierte er in seinem Geburtsort eine Lehre zum Elektromonteur. Anschließend arbeitete er in diesem Beruf. 1943 wurde er zur Wehrmacht eingezogen und leistete zuletzt als Gefreiter Kriegsdienst im Fallschirmjäger-Regiment 26. Von Mai 1945 bis Januar 1946 befand er sich in Schleswig-Holstein in britischer Kriegsgefangenschaft. 
Nach seiner Entlassung arbeitete er von Januar bis Oktober 1946 als Betriebselektriker in der Firma Karl Brandt in Neheim-Hüsten und war Mitglied des Deutschen Gewerkschaftsbundes (DGB). Er ging in die Sowjetische Besatzungszone und war von 1946 bis 1950 als Betriebselektriker im Kommunalen Wirtschaftsunternehmen Gaswerk Schwerin tätig. Hauschild trat 1947 dem Freien Deutschen Gewerkschaftsbund (FDGB), 1949 der Freien Deutschen Jugend (FDJ) und 1951 der SED bei. Ab 1949 war er Vorsitzender der Betriebsgewerkschaftsleitung (BGL) des Gaswerkes, von 1950 bis 1951 Vorsitzender des Bezirksvorstandes der IG Energie in Schwerin und von 1951 bis 1953 Instrukteur bzw. Abteilungsleiter beim Zentralvorstand der IG Energie in Berlin. Nach einem Studium an der FDGB-Zentralschule in Belzig wurde er 1953 stellvertretender Vorsitzender des Zentralvorstandes der IG Energie. Ab April 1955 fungierte er als Vorsitzender des Zentralvorstandes der IG Energie, von 1959 bis 1963 als Vorsitzender der IG Energie-Post-Transport. Von 1955 bis 1963 war Hauschild zudem Mitglied des FDGB-Bundesvorstandes und zeitweise auch Mitglied seines Präsidiums (1955–1959).
Nach einem Studium an der Parteihochschule beim ZK der KPdSU (1964/65) in Moskau war er 1965/66 Werkdirektor des VEB Energieversorgung Frankfurt (Oder), dann von 1966 bis 1970 Direktor für Perspektivplanung und Erster Stellvertreter des Generaldirektors der VVB Energieversorgung Berlin. Von 1971 bis 1976 wirkte er schließlich als deren Generaldirektor.

## Auszeichnungen
- Aktivist (1949)
- Ernst-Thälmann-Medaille (1953)
- Fritz-Heckert-Medaille (1955)
- Orden „Banner der Arbeit“ (1973)